# 向光映射的地方
《向光映射的地方》，是日本樂團Mr.Children的第16張單曲。1999年1月13日發行。

## 簡介
是同年2月發行的原創專輯《DISCOVERY》的先行單曲。
本作的最大特點是貝斯的低音和電吉他的高音形成的巨大落差，刻畫了在社會壓力下徬徨無助渴望受到鼓舞，最後只能匯集黑暗中零星的光點，結成一支光線像黑暗劃去與無畏探求的心情。
單曲總銷量為45.6萬張，是1999年度日本單曲銷量第48位。

## 收錄曲目
1. 向光映射的地方（光の射す方へ）
作詞、作曲：櫻井和壽；編曲：小林武史 & Mr.Children
2. 獨言
作詞、作曲：櫻井和壽；編曲：小林武史 & Mr.Children

## 外部連結
- 唱片介紹（页面存档备份，存于） Mr.Children官方網站